# 271

## Úmrtí
- Šápúr I., perský král (vročení nejisté, viz rok 272)
- Cannabaudes, gótský vůdce

## Hlavy států
- Papež – Felix I. (269–274)
- Římská říše – Aurelianus (270–275)
- Perská říše – Šápúr I. (240/241–271/272) » Hormizd I.? (271/272–273)
- Kušánská říše – Vásudéva II. (270–300)
- Arménie – Artavazd VI. (252–283)

Indie:
- Guptovská říše – Maharádža Šrí Gupta (240–280)
- Západní kšatrapové – Rudrasen II (256–278)